# سوق ساو باولو للأوراق المالية
سوق ساو باولو للأوراق المالية (بالبرتغالية: Bolsa de Valores, Mercadorias & Futuros de São Paulo‏) (Bovespa) هو سوق الأوراق المالية البرازيليي، ومقره الرئيسي في ساو باولو، وهو أكبر أسواق الأوراق المالية في أمريكا اللاتينية. تأسس عام 1890.
في 8 أيار 2008، اندمج سوق ساو باولو للأوراق المالية مع سوق السلع والعقود الآجلة (BM&F) ليكونا السوق البرازيلي للضمانات والسلع والأوراق المالية الآجلة (BM&F Bovespa).

## روابط خارجية
- BM&FBOVESPA's الصفحة الرسمية الرئيسية للسوق البرازيلي للضمانات والسلع والأوراق المالية الآجلة (باللغة الإنكليزية)